# Nicolae Bănicioiu
Nicolae Bănicioiu (Râmnicu Vâlcea, 26. ožujka 1979.) je rumunjski političar i liječnik, zastupnik u rumunjskom parlamentu, kojeg je uzastopno od 2004. birala Socijaldemokratska stranka (PSD). Tijekom svoje parlamentarne aktivnosti, u zakonodavnom tijelu 2004. – 2008., Nicolae Bănicioiu bio je član skupina prijateljstva s Republikom Peruom, Slovačkom Republikom i Indijom; u zakonodavnom tijelu 2008. – 2012. Nicolae Bănicioiu bio je član parlamentarnih skupina prijateljstva s Republikom Singapurom, Hašemitskom Kraljevinom Jordanom i Republikom Čileom; U zakonodavnom tijelu 2012. – 2016. Nicolae Bănicioiu bio je član parlamentarnih skupina prijateljstva s Republikom Singapurom i Kanadom, a u zakonodavnom tijelu 2016. – 2020. Nicolae Bănicioiu je član parlamentarnih skupina prijateljstva s Republikom Singapurom, Irskom i Kanada. Nicolae Bănicioiu bio je ministar zdravstva u vladi Ponta 3 i ministar mladih i sporta u vladi Ponta 2.

Godine 2004. Nicolae Bănicioiu diplomirao je na Stomatološkom fakultetu na Sveučilištu medicine i farmacije "Carol Davila" u Bukureštu. Nakon završetka studija uključio se u politički život, pridružio se članovima Socijaldemokratske partije, te iste godine izabran za zastupnika u rumunjskom parlamentu. Od 2006. predsjednik je "Socijaldemokratske mladeži", a od 2008. kvestor Zastupničkog doma.
Godine 2017. dao je ostavku iz PSD-a i pridružio se stranci Pro Rumunjska.